# L'An 01 (bande dessinée)
Pour les articles homonymes, voir L'An un.
L'An 01 est une bande dessinée de Gébé, tout d'abord publiée dans Politique Hebdo  de 1970 à 1972 sous la forme d'une série, puis dans Charlie Mensuel et Charlie Hebdo. 
Cette série a bénéficié de plusieurs éditions en album, d'une édition en livre de poche, ainsi que d'une adaptation au cinéma.

## Création
La série a été créée par Gébé, puis enrichie par les propositions des lecteurs,. Il s'agit d'une bande dessinée utopiste et interactive, liée au mouvement libertaire et utopique de Mai 68 qui prend corps avec un humour quelquefois grinçant mais associé à beaucoup de poésie.
Cette BD à multiples historiettes est initiée et gérée par Georges Blondeaux, ancien dessinateur industriel à la SNCF et plus connu sous son pseudonyme de Gébé. Cet artiste est notamment connu pour ses planches de bandes dessinées parues dans l'hebdomadaire de bande dessinée Pilote, mais également dans d'autres magazines plus engagés et satiriques.
Selon Wolinski, la série a été initialement écrite par Gébé comme une pièce de théâtre, « avant Mai 68 » ; Gébé n'aurait pas osé la montrer après, « de peur que l'on croie qu'il ait été pour quelque chose dans les événements ». La série a ensuite été proposée à l'hebdomadaire Politique Hebdo sous la forme d'une série de chroniques dessinées dès 1969 mais parue en septembre 1970 à la dernière page du numéro initial de ce magazine.

La création de Gébé va se transformer au fil des parutions en une espèce de projet qui sera publié dans Charlie Hebdo. En 2004, la journaliste et essayiste suisse Mona Chollet présente cette initiative en ces termes : 

« L’An 01 a réellement commencé ce jour de printemps où Gébé, alors dessinateur à la SNCF, a décidé de tout arrêter (“Non ! j’arrête d’aller vendre, à trois heures d’ici aller-retour, huit heures de ma vie”) et a voulu voir si ce désir était partageable avec d’autres. L’idée était toute simple : on arrête tout, on fait “un pas de côté".
 Gébé développe d’abord sa bande dessinée dans Politique Hebdo, avant de la reprendre en 1971 dans Charlie Hebdo, avec cette fois l’idée de faire de chaque planche le storyboard d’un film auquel les lecteurs sont invités à participer. Les gens lui écrivent, et, avec le réalisateur Jacques Doillon, il sillonne la France pour tourner avec eux les différentes séquences. Disposant d’un budget vingt-cinq fois  plus faible que celui d’une production normale (le CNC a refusé l’avance sur recettes), le film réunit quelque 300 acteurs improvisés, mais aussi Coluche, Gotlib, l’équipe d’Hara Kiri, la troupe du Splendid, Miou-Miou, et Gérard Depardieu. Alain Resnais tourne une séquence new-yorkaise, et Jean Rouch, une séquence africaine. Sorti sur les écrans en septembre 1973, L'An 01, le film, fait un tabac, totalisant 500 000 entrées, tandis que la bande dessinée paraît aux Éditions du Square au début de la même année. »

## Description

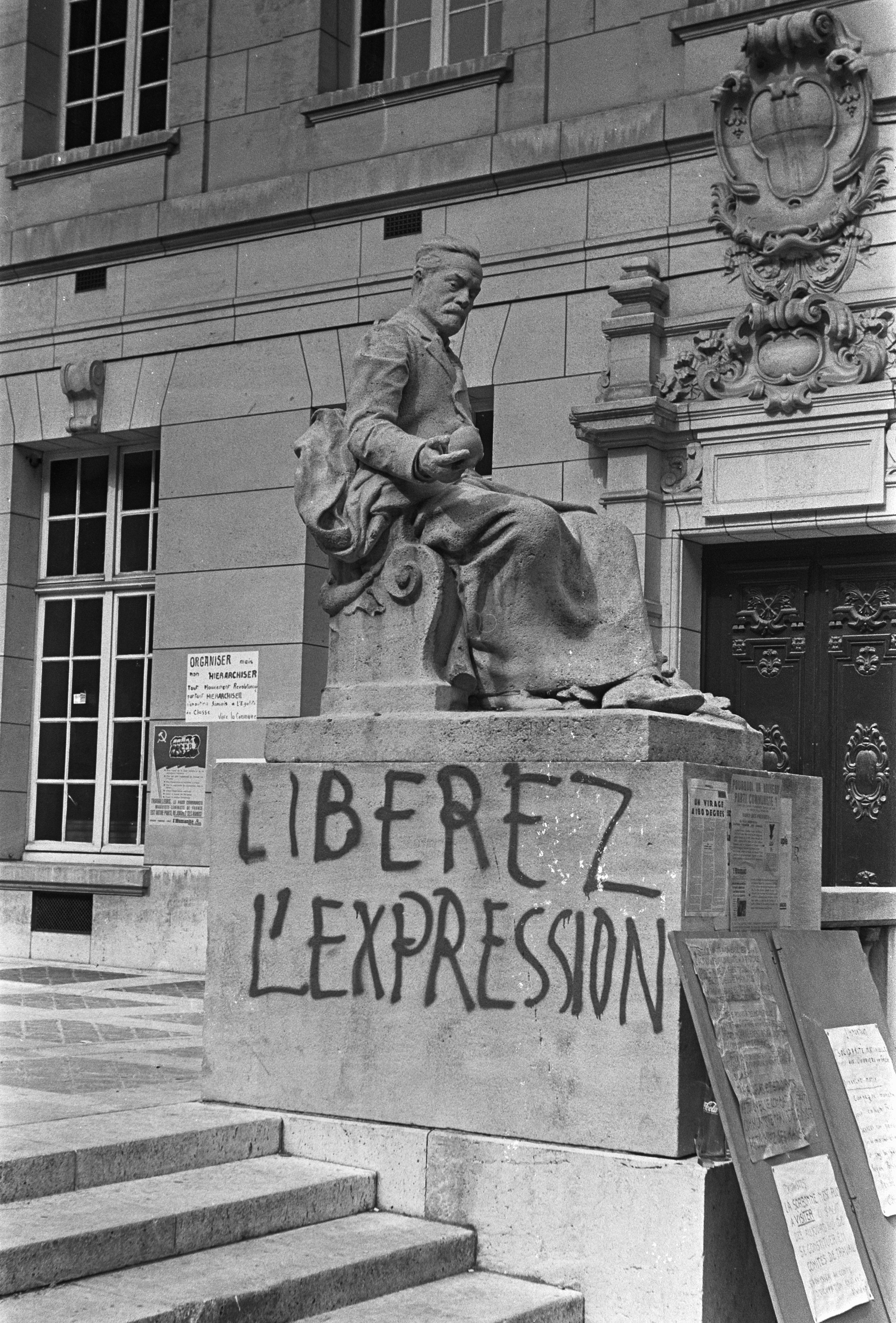
L'An 01 est lié au mouvement de Mai 68 et aux mouvements contestataires qui lui succéderont dans les années 1970.

Sous-titrée « On arrête tout, on réfléchit, et c'est pas triste », cette bande dessinée narre un abandon utopique, consensuel et festif de l'économie de marché et du productivisme. La population décide d'un certain nombre de résolutions dont la première est « On arrête tout » et la deuxième « Après un temps d'arrêt total, ne seront ranimés – avec réticence – que les services et les productions dont le manque se révélera intolérable. Probablement : l'eau pour boire, l'électricité pour lire le soir, la TSF pour dire Ce n'est pas la fin du monde, c'est l'An 01, et maintenant une page de Mécanique céleste ». L'entrée en vigueur de ces résolutions correspond au premier jour d'une ère nouvelle, l'An 01.
L'An 01 reste une œuvre post-soixante-huitarde emblématique et reste très largement représentative de la contestation des années 1970 (ainsi que le film qui s'en inspirera). Cette œuvre majeure aborde des thèmes aussi variés que  l'écologie, la négation de l'autorité, l'amour libre, la vie en communauté, le rejet de la propriété privée et du travail. Le film L'An 01, sorti en salle en février 1973,  est réalisé par Jacques Doillon, dont il s'agit du premier long métrage. 
La bande dessinée a été rééditée en 2000 par L'Association sélectionnée et avec un avant-propos de Jean-Christophe Menu, dans la collection Éperluette. Une réédition a été publiée par L'Association en novembre 2014, avec une présentation de Frédéric Pajak, incluant le DVD du film.

## Réception et critiques
Le critique Patrick Gaumer définit la série comme un « pamphlet philosophique », une « utopie écologiste ».

## Publications
- Gébé, L'An 01, éditions du Square, 1972
- Gébé, L'An 01, Folio, 1975
- Gébé, L'An 01, Dargaud, 1983
- Gébé, L'An 01, L'Association, collection Éperluette, 2000  (ISBN 2-84414-044-0)
- Gébé, L'An 01, L'Association, 2014  (ISBN 978-2-84414-520-8) avec le DVD du film

## Prix
2001 : Prix Tournesol spécial pour le nouveau millénaire .